# Бор (Гатчинский район)
Бор (фин. Poru) — деревня в Гатчинском муниципальном округе Ленинградской области.

## История
На карте Нотебургского лена П. Васандера, начерченной с оригинала первой трети XVII века, упоминается как деревня Poryn.
На карте Ингерманландии А. И. Бергенгейма, составленной по шведским материалам 1676 года, как деревня Porin.
На шведской «Генеральной карте провинции Ингерманландии» 1704 года — как Porru.
Как деревня Порио она обозначена на «Географическом чертеже Ижорской земли» Адриана Шонбека 1705 года.
На «Топографической карте окрестностей Санкт-Петербурга» Военно-топографического депо Главного штаба 1817 года — как деревня Пору из 12 дворов.
Деревня Бору из 16 дворов упоминается на «Топографической карте окрестностей Санкт-Петербурга» Ф. Ф. Шуберта 1831 года.

БОРУ — деревня принадлежит Самойловой, графине, число жителей по ревизии: 42 м. п., 41 ж. п. (1838 год)

На картах Санкт-Петербургской губернии Ф. Ф. Шуберта 1844 года и С. С. Куторги 1852 года деревня обозначена как Бору.
В пояснительном тексте к этнографической карте Санкт-Петербургской губернии П. И. Кёппена 1849 года она записана как деревня Poru (Бору), а также указано количество её жителей на 1848 год: савакотов — 40 м. п., 47 ж. п., всего 87 человек.

БОРУ — деревня Царскославянского удельного имения, по просёлочной дороге, число дворов — 16, число душ — 40 м. п. (1856 год)

Согласно «Топографической карте частей Санкт-Петербургской и Выборгской губерний» в 1860 году деревня Бор насчитывала 28 крестьянских дворов.

БОР — деревня удельная при реке Ижоре, число дворов — 13, число жителей: 46 м. п., 52 ж. п. (1862 год)

В 1879 году деревня Бору насчитывала 14 дворов.

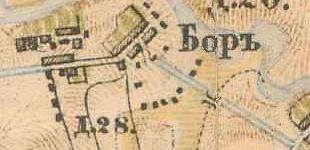
План деревни Бор. 1885 год

В 1885 году деревня Бор насчитывала 28 дворов.
К 1913 году количество дворов в деревне уменьшилось до 22.
В конце XIX века деревня административно относилась к Мозинской волости 1-го стана Царскосельского уезда Санкт-Петербургской губернии, в начале XX века — 4-го стана. Население деревни было исключительно финским.
С 1917 по 1923 год деревня Бор входила в состав Лукашского сельсовета Мозинской волости Детскосельского уезда.
С 1923 года в составе Гатчинской волости Гатчинского уезда.
Согласно данным переписи населения СССР 1926 года в деревне Бор Лукашевского сельсовета Троцкой волости Троцкого уезда проживали 139 человек, все финны.
С 1927 года в составе Гатчинского района.
В 1928 году население деревни Бор составляло 156 человек.
По данным 1933 года деревня Бор входила в состав Лукашского финского национального сельсовета Красногвардейского района.

План деревни Бор. 1939 год

Согласно топографической карте 1939 года деревня Бор входила в состав деревни Кеккелево и насчитывала 45 дворов. С 1939 года в составе Антропшинского сельсовета Слуцкого района.
С 1944 года в составе Павловского района.
С 1 августа 1941 года по 31 декабря 1943 года деревня находилась в оккупации.
С 1953 года в составе Романовского сельсовета Гатчинского района.
С 1959 года в составе Антелевского сельсовета.
В 1965 году население деревни Бор составляло 185 человек.
По данным 1966, 1973 и 1990 годов деревня Бор также входила в состав Антелевского сельсовета.
В 1997 году в деревне проживали 72 человека, в 2002 году — 59 человек (русские — 88%), в 2007 году — 61.

## География
Деревня расположена в северо-восточной части района на автодороге 41К-010 (Красное Село — Гатчина — Павловск).
Деревня находится на правом берегу реки Ижоры.
Расстояние до административного центра поселения, деревни Пудомяги — 4 км.
Расстояние до ближайшей железнодорожной платформы Старое Мозино — 6 км.

## Демография
| 1862 | 2007 | 2010 | 2017 |
| ---- | ---- | ---- | ---- |
| 98   | ↘61  | ↗90  | ↘86  |

### Национальный состав
Согласно данным Всероссийской переписи населения 2021 года в деревне проживали 90 человек, из них:
 русские — 78, армяне — 8, финны — 2, белорусы — 1, казахи — 1 человек.

## Улицы
6-я площадка, Береговая, Железнодорожный переулок, Конный переулок, Песочная, Промышленная, Средняя.